# جان كورنيور
جان كورنيور هو إذاعي وصحفي ومقدم تلفزيوني ومؤلف وسياسي كندي، ولد في 16 مارس 1934 في سوريل-تريسي في كندا. نشط حزبياً في الاتحاد الوطني وحزب كيبيك الليبرالي. وقد انتخب عمدة وانتخب عضو الجمعية الوطنية في كيبك ‏.

## وصلات خارجية
- جان كورنيور على موقع IMDb (الإنجليزية)